# Musca ventito
Musca ventito este o specie de muște din genul Musca, familia Muscidae. A fost descrisă pentru prima dată de Harris în anul 1780. Conform Catalogue of Life specia Musca ventito nu are subspecii cunoscute.